# Província de Sabaragamuwa
Sabaragamuwa (cingalès: Sabaragamuwa Palata - සබරගමුව පළාත; tàmil: சபரகமுவ மாகாணம் - Sabaragamuwa Maakaanam) és una província de Sri Lanka, amb dues ciutats importants respecte al conjunt del paísː Ratnapura i Kegalle. Disposa d'una universitat provincial, la Universitat de Sabaragamuwa, que es troba a la ciutat de Belihuloya.

## Districtes
Sabaragamuwa es divideix en dos districtes:
- Districte de Kegalle 1,693 km2 (654 sq mi)
- Districte de Ratnapura 3,275 km2 (1,264 sq mi)